# Socialismo judaico

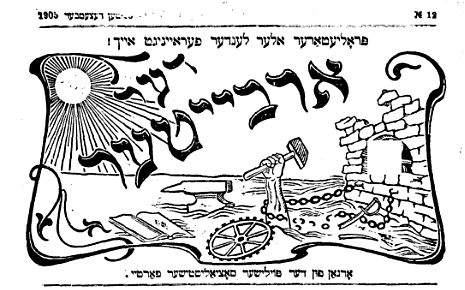
Der Arbeyter ("O Trabalhador"), jornal socialista em Yiddish (1905)

O Termo Socialismo judaico descreve a ideologia ou os grupos que se identificam ou apoiam a esquerda sionista em Israel. Ocasionalmente também é comum chamar-se Socialismo Judaico a grupos que defendem os direitos dos judeus e de outras minorias contra o racismo e em especial o antissemitismo. Embora muitas pessoas desconheçam, os judeus sempre estiveram ligados a movimentos importantes pelos direitos e igualdades em várias partes do mundo, no movimento operário, nos movimentos pelos direitos das mulheres, combateram ávidamente contra o racismo e o fascismo.
O Socialismo Judaico, é também denominado por Sionismo Socialista, e é representado maioritariamente pelo Partido Trabalhista. (em hebraico, מפלגת העבודה הישראלית, translit. Mifleget HaAvoda HaYisraelit), conhecido em Israel como Avodáh.
Não se trata apenas de um socialismo em Israel, mas de um ideal socialista com princípios da religião judaica. A faixa de valores do Socialismo judaico que visa a justiça social, é atribuída aos textos judaicos, em especial a Tanaque e a Torá nela contida, bem como em literatura posterior como o Talmud, onde os valores humanistas como o apoio à viúva e ao órfão, o respeito pelo estrangeiro, pelo facto de os hebreus/judeus terem sido estrangeiros no Antigo Egito, os dez mandamentos e o combate à idolatria fazem reconhecer um carácter evoluido, humanista e pedagógico da religião judaica, sendo adoptado para o socialismo israelita do passado, que terá promovido o Sionismo no final do século XIX, de Theodor Herzl, mas também foi reforçado por David Ben Gurion quando da Criação do Estado de Israel em 1948.
No século XX, os teólogos judeus - especialmente Abraham Joshua Heschel, Arnold Jacob Wolf, Arthur Waskow e Mordecai Kaplan, mais recentemente, Michael Lerner e Daniel Boyarin - têm enfatizado os aspectos de justiça social da religião.
Desse socialismo judaico surgiram líderes como David Ben-Gurion, Moshe Dayan, León Trotski, Yitzhak Rabin, Shimon Peres, Golda Meir, Ezer Weizman, Ehud Barak entre outros.